# زينب التويمي بنجلون
زينب التويمي بنجلون هي المنسقة المقيمة للأمم المتحدة والممثلة المقيمة لبرنامج الأمم المتحدة الإنمائي منذ نوفمبر 2015 في الكويت كما كانت الممثلة والمديرة الجهوية لبرامج صندوق الأمم المتحدة الإنمائي للمرأة بالمغرب وشمال أفريقيا حيث عملت مع عدة منظمات عريقة مثل معهد الأمم المتحدة الدولي للبحث والتدريب من أجل النهوض بالمرأة (INSTRAW)، صندوق الأمم المتحدة للسكان (UNFPA)، هيئة الأمم المتحدة للمرأة (UN Women) وبرنامج الأمم المتحدة الإنمائي في ألبانيا.

## مؤلفات ومنشورات عامة
- "مغربيات من هنا وهناك: التحولات والتحديات والمسارات"